# Обильненское сельское поселение (Ростовская область)
Обильненское сельское поселение — муниципальное образование в Азовском районе Ростовской области.
Административный центр поселения — посёлок Овощной.

## Административное устройство
В состав Обильненского сельского поселения входят:
- посёлок Овощной,
- посёлок Койсуг,
- хутор Усть-Койсуг,
- хутор Шмат.

## Население
| 2010  | 2012  | 2013  | 2014  | 2015  | 2016  | 2017  |
| ----- | ----- | ----- | ----- | ----- | ----- | ----- |
| 3213  | ↗3269 | ↗3432 | ↗3436 | ↗3773 | ↗4053 | ↗4292 |
| 2018  | 2019  | 2020  | 2021  |       |       |       |
| ↗4450 | ↗4651 | ↗5092 | ↗7349 |       |       |       |